# Hochgratbahn
| Hochgratbahn bei Steibis (Oberstaufen)      | Hochgratbahn bei Steibis (Oberstaufen)            |
| ------------------------------------------- | ------------------------------------------------- |
|                                             |                                                   |
| Standort:                                   | Steibis bei Oberstaufen, DE-BY                    |
| Bauart:                                     | Kleinkabinenbahn MGD                              |
| Baujahr:                                    | 1971–1972                                         |
| Berg:                                       | Hochgrat, 1832 m                                  |
| Talstation:                                 | Lanzenbach im Weißachtal, 856 m (Lage)            |
| Höhendifferenz:                             | 852 m                                             |
| Bergstation:                                | Gipfelschulter des Hochgrats, 1708 m (Lage)       |
| Streckenlänge:                              | 2400 m                                            |
| Fahrdauer:                                  | 11,5 min                                          |
| Anzahl der Gondeln:                         | 65 Stk.                                           |
| Anzahl der Stützen:                         | 15 Stk.                                           |
| Kapazität:                                  | 260 Pers./Stunde                                  |
| Hersteller:                                 | PHB Pohlig-Heckel-Bleichert, Köln                 |
| Betreiber:                                  | Hochgratbahn GmbH & Co.                           |
| Website:                                    | www.hochgrat.de                                   |
| Kabinen:                                    | Kleinkabinen zu 4 Pers. (320 kg)                  |
| Fahrgeschwindigkeit:                        | 3,5 m/s (12,6 km/h)                               |
| Fahrgäste:                                  | 600/Stunde                                        |
| Kabinenabstand:                             | 84 m, Kabinenfolge 24 s                           |
| max. Steigung:                              | 65 %                                              |
| Positionierung:                             | Antrieb in Bergstation Spanngewicht in Talstation |
| Förder-/ Tragseil:                          | Durchmesser 35 mm, 4,15 kp/m                      |
| Klemmtechnik:                               | Schwerkraftklemmen Lizenz Giovanolla              |
| Antriebsleistung:                           | Gleichstrommotor 275 kW Hilfsdiesel               |
| Konstrukteur, Bauleiter und Betriebsleiter: | Ernst Wilfer                                      |

Die Hochgratbahn ist eine Luftseilbahn auf der Gemarkung von Steibis, einem Gemeindeteil des Marktes Oberstaufen im Landkreis Oberallgäu, Schwaben in Bayern.

## Kleinkabinen-Luftseilbahn
Am 4. Oktober 1963 wurde die Hochgratkette mit 5600 Hektar als Landschaftsschutzgebiet ausgewiesen. 1971 begann PHB Pohlig-Heckel-Bleichert (Köln, Rohrbach/Saar) mit dem Bau der Gondelbahn zum Hochgrat, die 1972 eröffnet wurde.

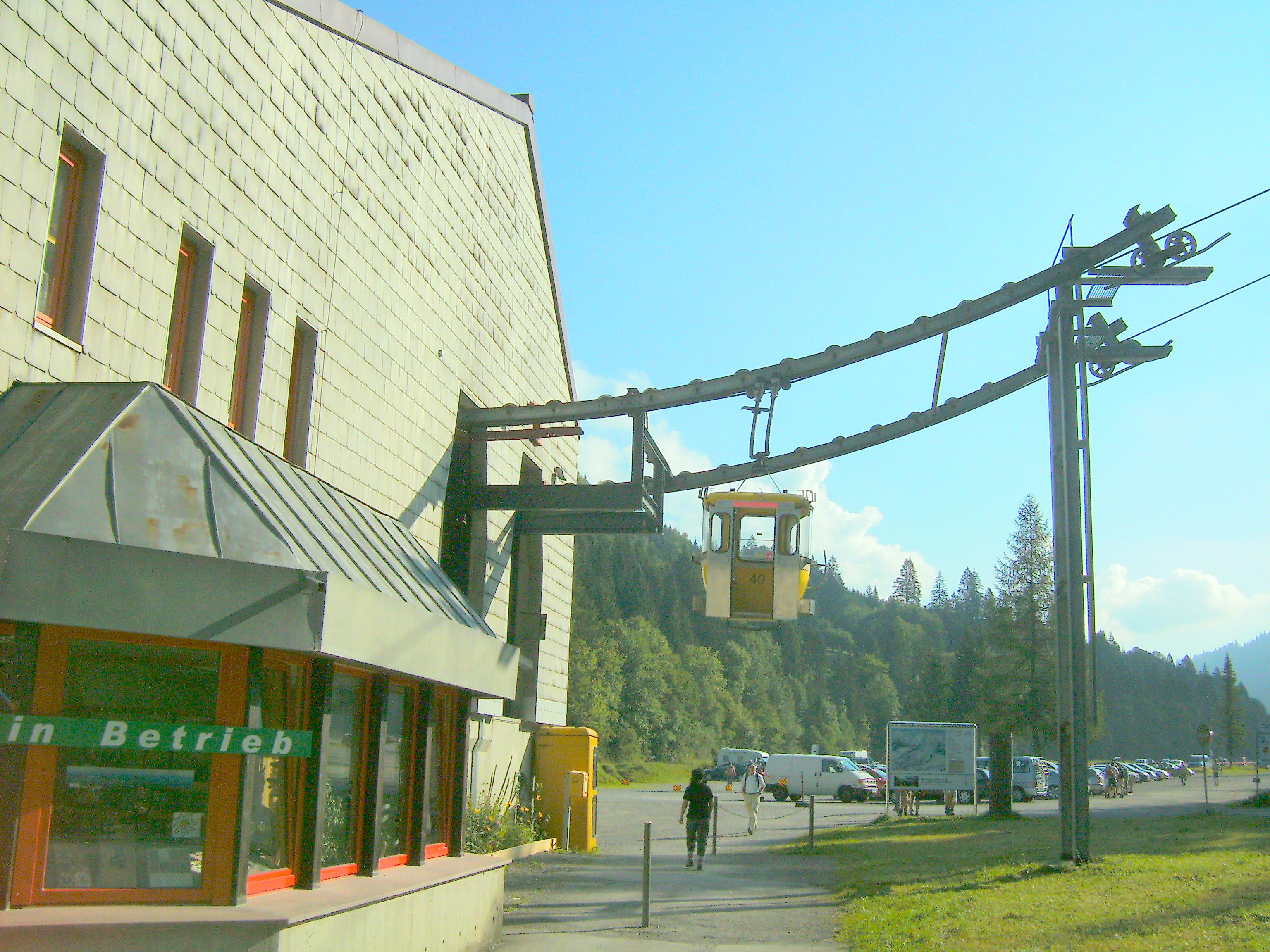
Talstation Hochgratbahn

Die Talstation der Bahn liegt am Fuße des Hochgrats, eines Berges der Hochgratkette. 850 Höhenmeter von der Talstation (856 m) bis zur Bergstation (1706 m) überbrückt die für maximal 4 Personen oder 320 kg pro Kabine ausgelegte Kleinkabinenbahn. Sie hat eine maximale Geschwindigkeit von 3,5 m/s (12,6 km/h).
Von der Bergstation hat man bei gutem Wetter einen Ausblick auf den südlicher gelegenen Allgäuer Hauptkamm, Bodensee, Bregenzerwald, Schweizer Berge, Allgäuer Voralpenland und Oberschwaben.
In halbstündiger Wanderung kann man den Gipfel des 1832 m hohen Hochgrats erreichen. Der Bergstation ist ein Bergrestaurant mit Kinderspielplatz angegliedert.

## Technik
Die Gondeln werden mit Hilfe einer von Giovanola entwickelten und lizenzierten Schwerkraftklemmtechnik mit dem Trag-/Förderseil verbunden. Eine magnetinduktive Überwachung verhindert das Kuppeln auf den Seilspleiß. In einem solchen Fall wartet der Kettenförderer so lange, bis die Spleißstelle die Station wieder verlassen hat (die entsprechenden Vorrichtungen befinden sich in Berg- und Talstation). Mechanische Zähler an den Gondeln erfassen die Kuppelvorgänge, damit die Revision der Klemme beanspruchungsgerecht bestimmt werden kann.

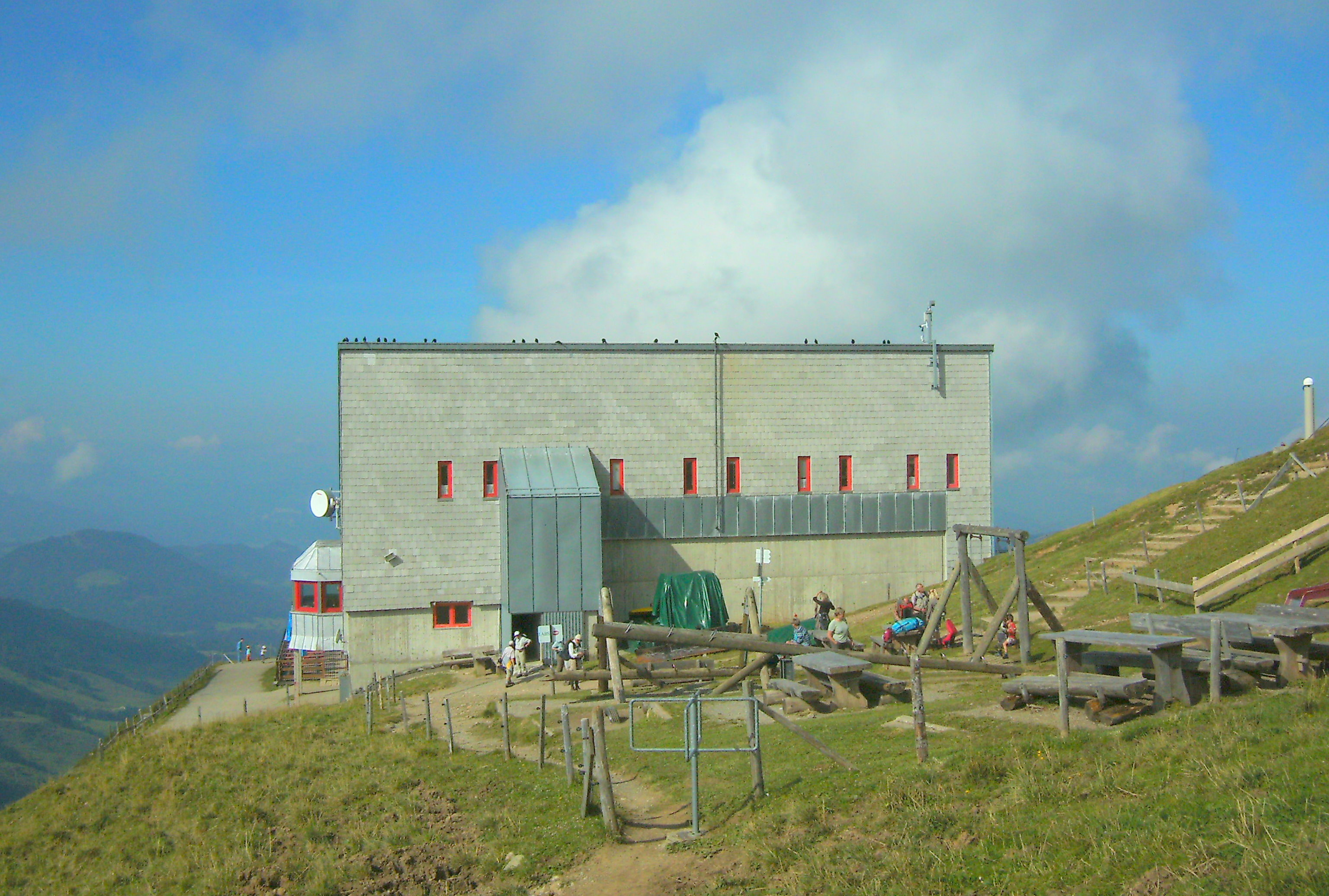
Bergstation

## Sommer
Im Sommer bieten sich sechs Wanderungen auf ausgeschilderten Wegen an.
- Gipfelweg
- Panorama-Rundwanderweg über Gütlesalpe
- Alpe Ober-Gelchen und zurück zur Bergstation
- Abstieg vom Gipfel über Brunnenauscharte
- über Rindalphorn zur Talstation
- Talweg (Bergstation – Talstation)
- Westlicher Abstieg über den Entleguntkopf und die Falkenhütte zur Talstation.
- Nagelfluh-Gratwanderung (Überquerung der kompletten Hochgratkette) mit ca. 7 Stunden Gehzeit; nur für geübte und trittsichere Alpinisten.

## Winter
Im Winter ist die Hochgratbahn Ausgangspunkt für drei alpine Skiabfahrten mit fünf bis sechs Kilometer Länge.
- Eibele-Abfahrt (rote Markierung)
- Waldkar-Abfahrt (rote Markierung)
- Waldkar-Abfahrt mit Variante über den Ahornhang (schwarze Markierung)

## Sonstiges
Die Bergbahn befindet sich im Eigentum der fürstlichen Familie Waldburg-Zeil.